# カザルヴェッキオ・ディ・プーリア
カザルヴェッキオ・ディ・プーリア（イタリア語: Casalvecchio di Puglia）は、イタリア共和国プッリャ州フォッジャ県にある、人口約1,800人の基礎自治体（コムーネ）。

## 地理

### 位置・広がり

#### 隣接コムーネ
隣接するコムーネは以下の通り。
- カザルヌオーヴォ・モンテロターロ
- カステルヌオーヴォ・デッラ・ダウニア
- ピエトラモンテコルヴィーノ
- トッレマッジョーレ